# Gewöhnlicher Trompetenbaum
Der Gewöhnliche Trompetenbaum (Catalpa bignonioides) ist ein Laubbaum aus der Familie der Trompetenbaumgewächse (Bignoniaceae). Sein natürliches Verbreitungsgebiet liegt in den Vereinigten Staaten, doch wurde er als Zierbaum auch in Europa häufig gepflanzt. Man findet ihn häufig als Park- und Straßenbaum. Alle Teile sind leicht giftig.

## Beschreibung

### Vegetative Merkmale
Der laubabwerfende Gewöhnliche Trompetenbaum erreicht eine Höhe von 15 bis über 25 Meter. Er bildet einen dicken, meist kurzen Stamm und eine breit ausladende, unregelmäßige Krone. Der Stammdurchmesser erreicht bis über 1,5 Meter. Die im Alter grobschuppige Borke ist braun bis braun-grau.
Die gegenständigen oder wirtelig angeordneten, lang gestielten Laubblätter sind herzförmig, 10 bis 20 Zentimeter lang, spitz bis zugespitzt und ganzrandig. Die Spreiten sind meist ganz bis seltener zwei-, dreizähnig, -lappig. Die Basis ist gestutzt oder mehr oder weniger herzförmig. Die kahle Blattoberseite ist dunkelgrün, die Unterseite hellgrün und mehr oder weniger dicht kurz und weich behaart. Die Blätter werden ohne Herbstfärbung abgeworfen. Sie riechen unangenehm, wenn man sie reibt, was die Art von anderen Vertretern der Trompetenbäume unterscheidet.

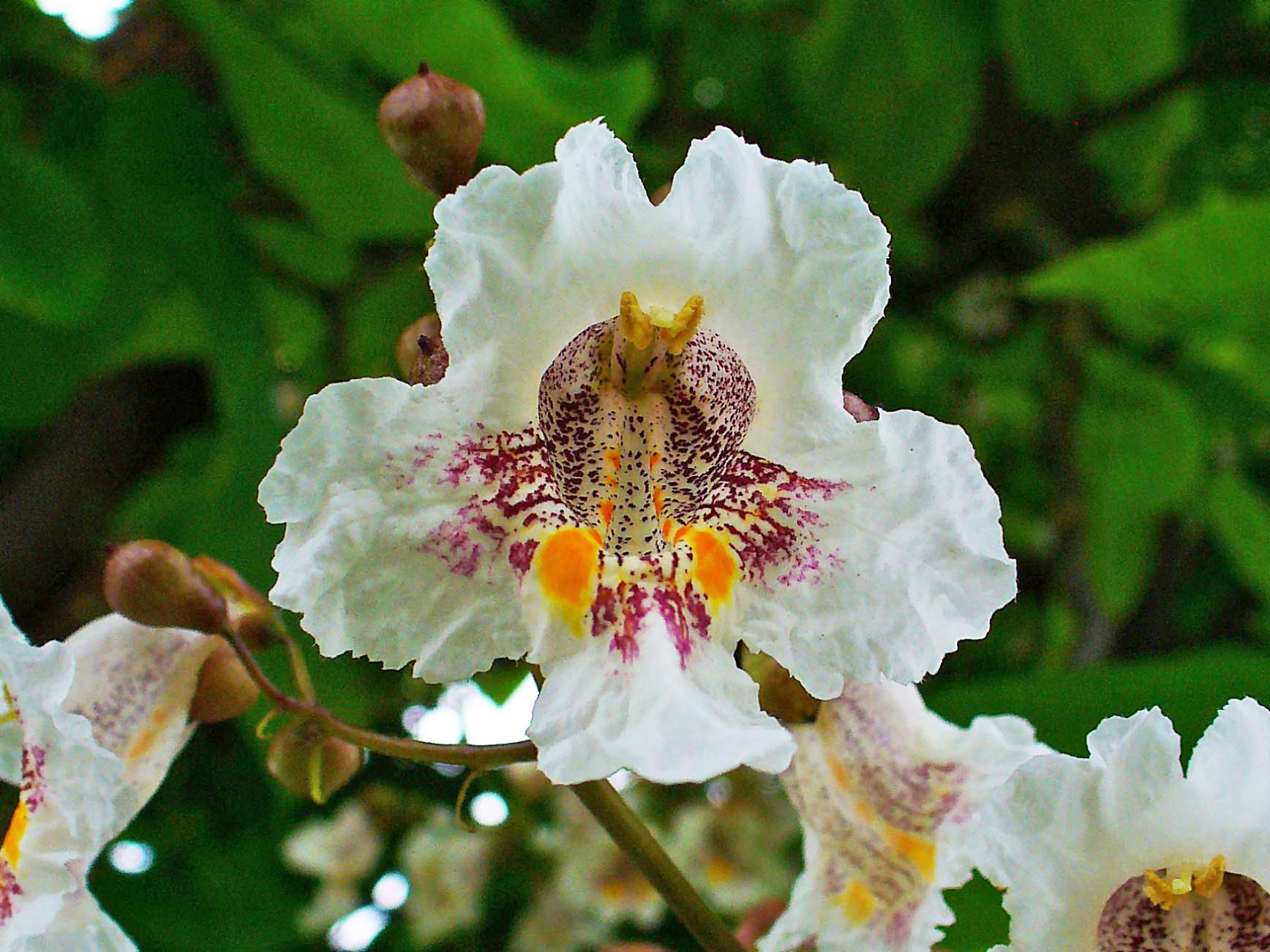
Blüte

### Generative Merkmale
Die glockenförmigen und zweilippigen, zwittrigen, fünfzähligen, kurz gestielten Blüten sind rein weiß und zeigen im Schlund purpurfarbene Flecken und zwei gelbe Längsstreifen (Saftmale). Sie sind fünfzählig mit doppelter Blütenhülle. Der leicht behaarte Kelch ist zweilippig verwachsen, mit bespitzten Lappen, „Lippen“. Sie stehen in 10 bis 15 Zentimeter langen vielblütigen Rispen und blühen von Juni bis Juli. Es sind 2 Staubblätter und 3 kleine Staminodien ausgebildet. Der Fruchtknoten ist oberständig mit eingeschlossenem Griffel mit zweilappiger Narbe. Der Blütenkelch erinnert an den Schallbecher einer Trompete, daher der deutsche Name Trompetenbaum.
Als Früchte werden zahlreiche dünnwandige und linealische, hängende Kapseln mit beständigem Kelch gebildet, die bis zu 40 Zentimeter lang und 6–10 Millimeter breit werden. Sie bleiben über den Winter am Baum (Wintersteher) und öffnen sich erst im Frühjahr. Die geflügelten und flachen, bis zu 2,5–4 Zentimeter langen Samen besitzen an beiden Enden einen Haarbüschel, Fransen.

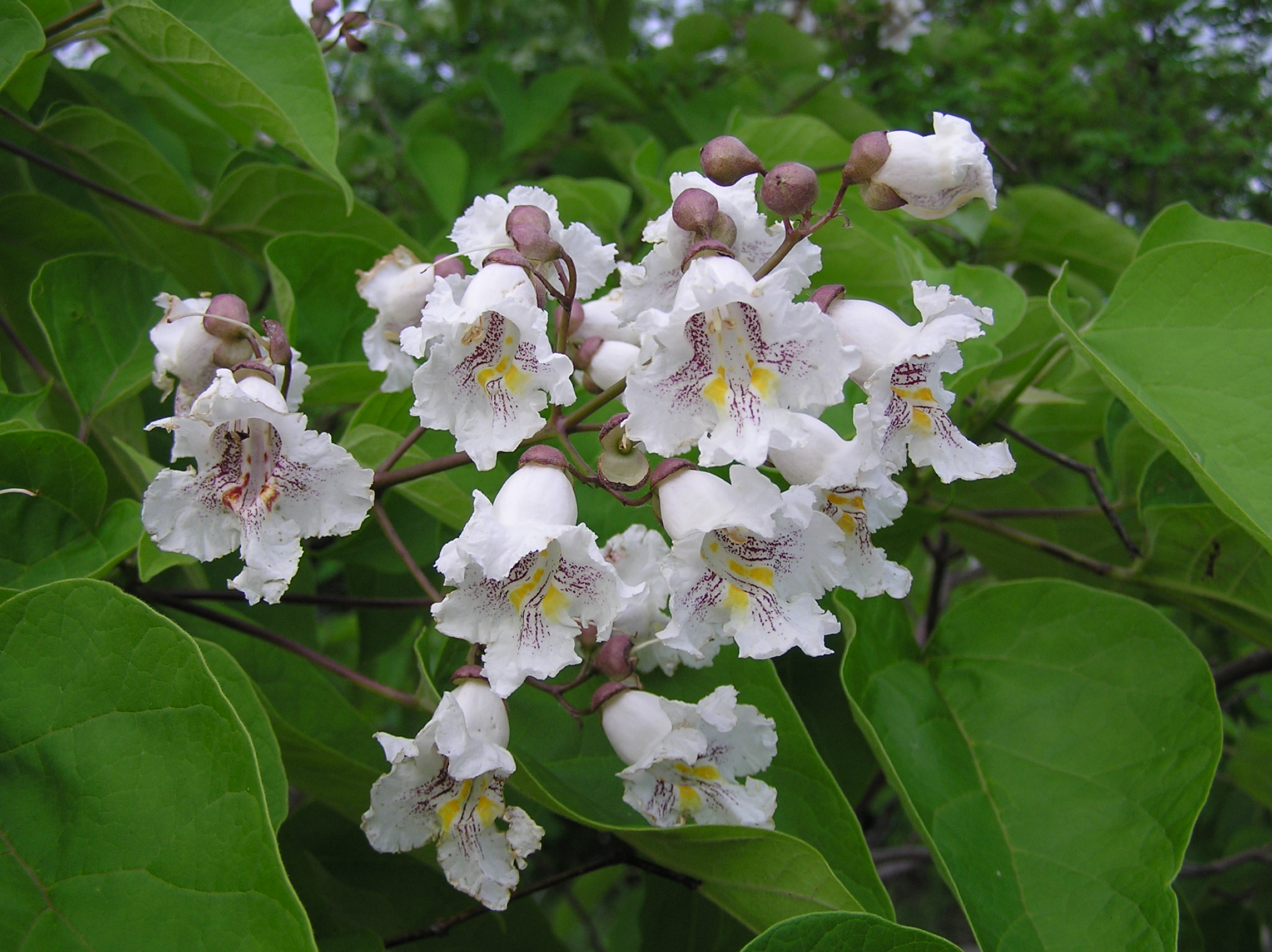
Blüten

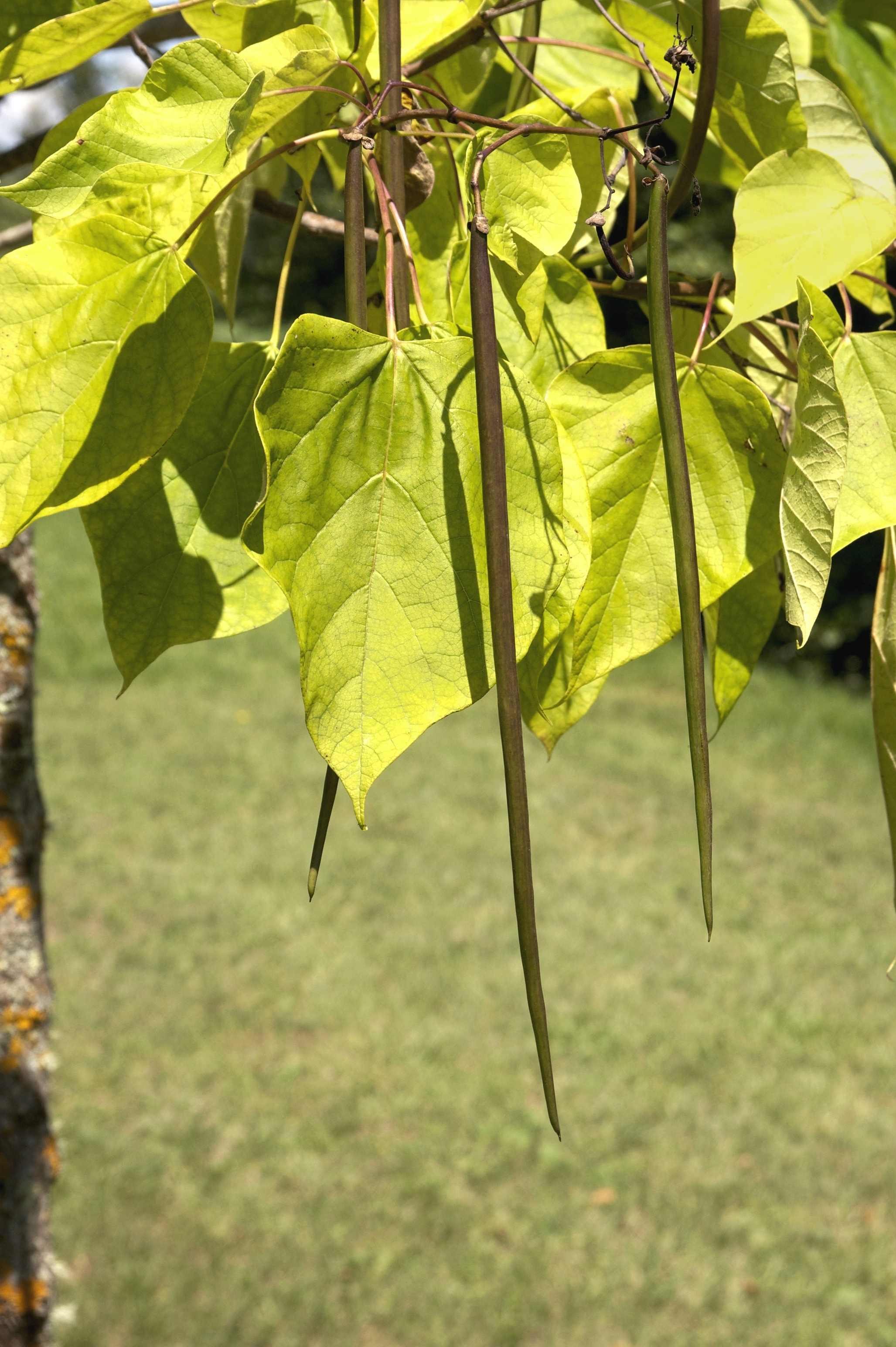
Blätter und Früchte

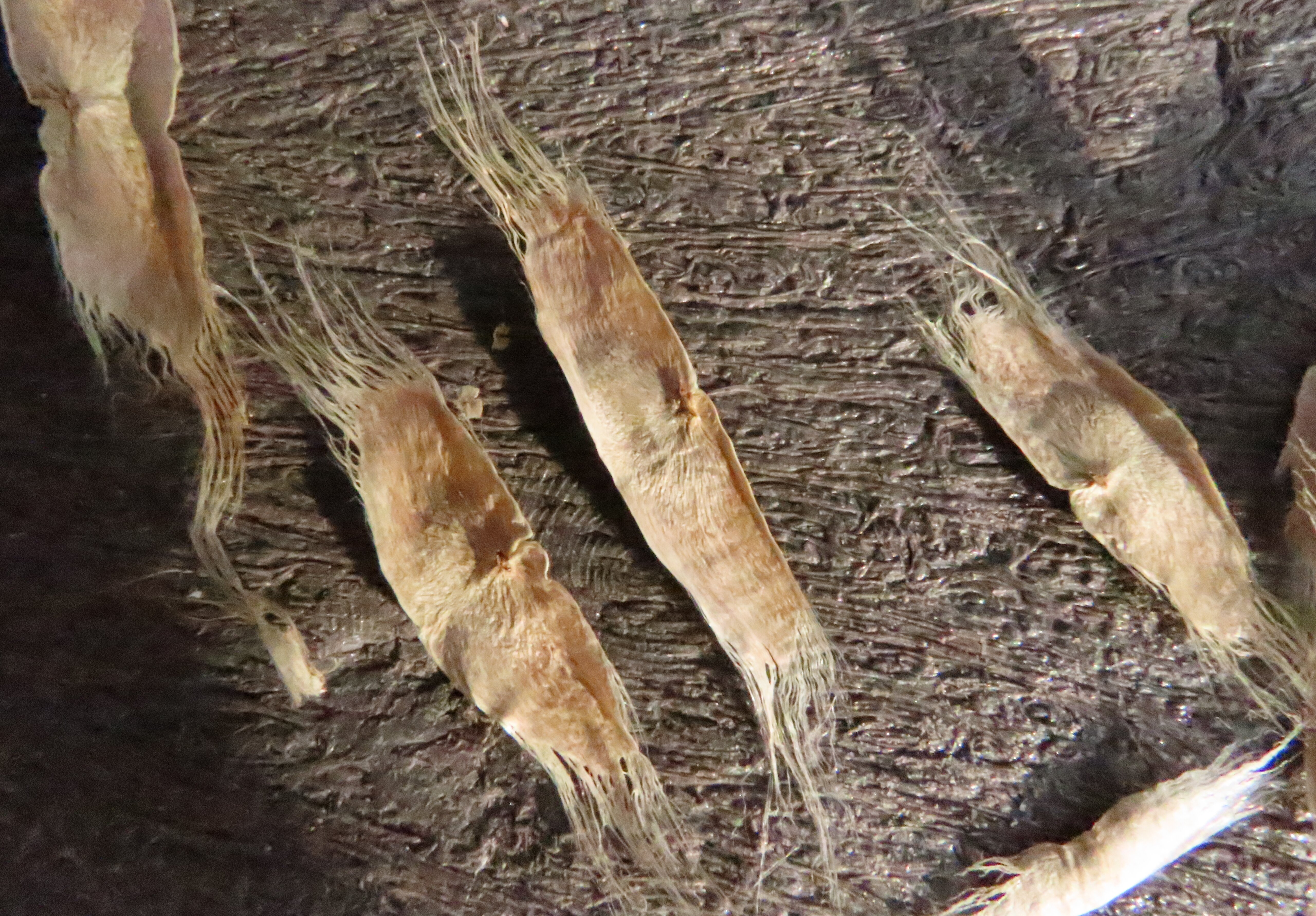
Samen

Sehr alte Trompetenbäume entwickeln manchmal schleppenartige Absenkeräste, die selbst Wurzeln treiben und neue Stämme ausbilden.
Die Chromosomenzahl beträgt 2n = 40.

## Verbreitung und Standortansprüche
Das natürliche Verbreitungsgebiet erstreckt sich über den Südosten der Vereinigten Staaten bis nach Florida. Es umfasst Texas, Louisiana, Georgia, Alabama, Mississippi, Florida und Vermont.
Der Gewöhnliche Trompetenbaum wächst in Auen und an Flussufern und bevorzugt einen mäßig trockenen, sehr nährstoffreichen, sandigen bis kiesigen, neutralen bis alkalischen Boden. Man findet ihn an sonnigen Standorten, er ist hitzebeständig, aber wenig frosthart.

## Taxonomie und Systematik
Die Art wurde 1788 von Thomas Walter in Flora Caroliniana, secundum Systema vegetabilium Linnæi digesta Seite 64 als Catalpa bignonioides erstbeschrieben.
Es werden mehrere Kultivare unterschieden, darunter
- 'Aurea' mit goldgelbem Austrieb und sich später vergrünenden Blättern.
- 'Nana' mit deutlich kleineren Blättern und einer dicht verzweigten Krone, die im Alter abflacht. Der Kultivar ist meist hochstämmig veredelt und wird als Kübel und Straßenbaum verwendet.[3][4]

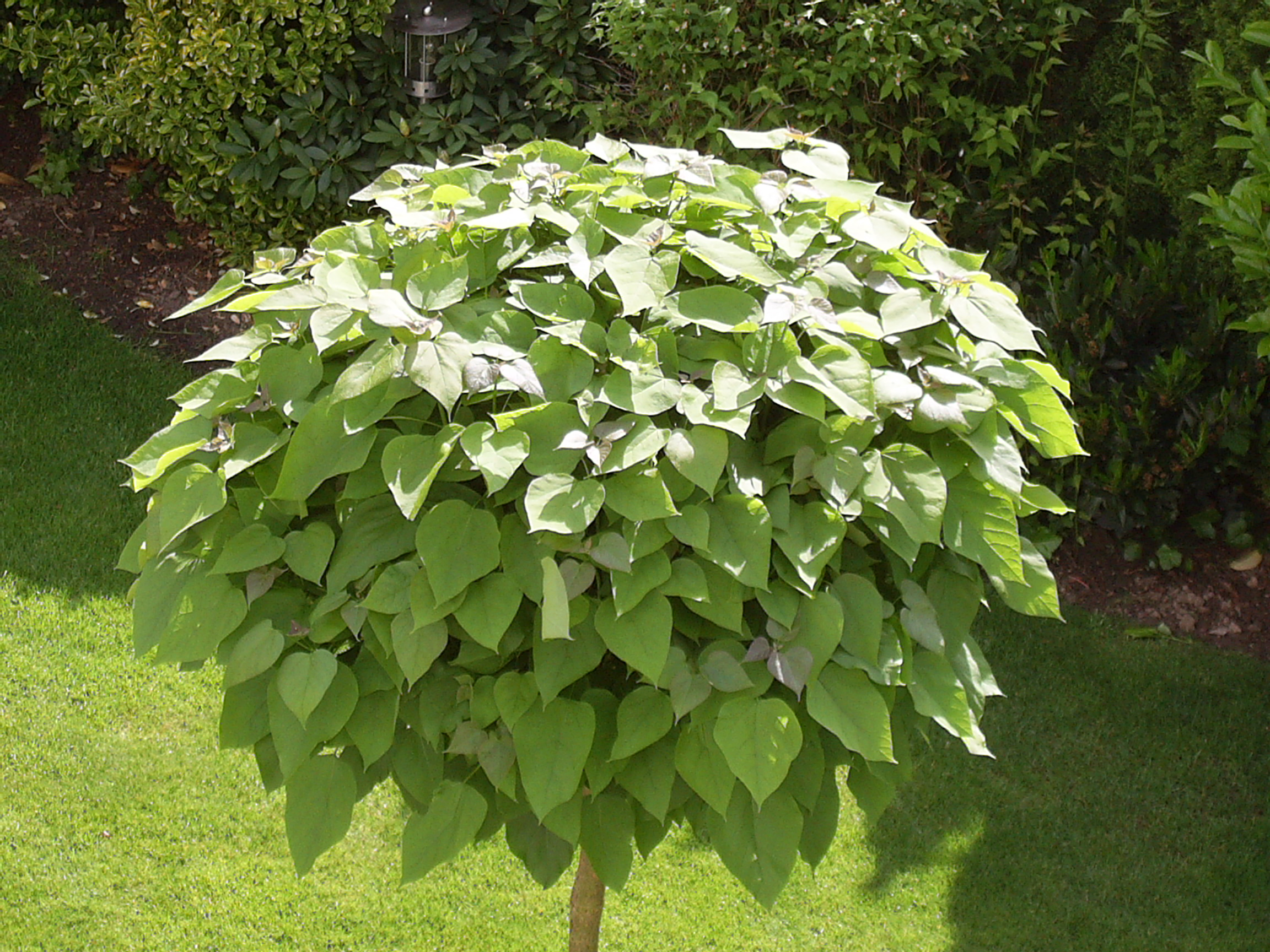
Kultivar 'Nana'

## Botanische Geschichte
Der gewöhnliche Trompetenbaum wurde durch den englischen Naturforscher Mark Catesby 1726 nach Europa gebracht.

## Giftigkeit
Die ganze Pflanze ist wenig giftig, der Hauptwirkstoff ist Catalpin, das in allen Teilen außer den Samen vorkommt. In den Blättern findet sich noch etwa 1,5 % p-Cumarsäure, Ursolsäure und Kaffeesäure. Das Holz enthält chinoide Verbindungen, die bei Hautkontakt zu einer allergischen Reaktion führen können.

## Verwendung
Der Gewöhnliche Trompetenbaum wird sowohl als Nutzpflanze als auch aufgrund der dekorativen Blüten und des bemerkenswerten Fruchtschmucks als Ziergehölz verwendet. Die Blüten werden häufig von Bienen angeflogen; der Baum gilt als Bienenweide.